# سامرتون
latitudeسامرتونlongitudeسامرتون
سامرتون (به انگلیسی: Somerton) یک شهرک در بریتانیا است که در انگلستان واقع شده‌است.

## خصوصیات
سامرتون ۴٬۶۹۷ نفر جمعیت دارد.